# Laides longibarbis
Laides longibarbis är en fiskart som först beskrevs av Fowler, 1934.  Laides longibarbis ingår i släktet Laides och familjen Schilbeidae. IUCN kategoriserar arten globalt som livskraftig. Inga underarter finns listade i Catalogue of Life.